# Funkcija napake
Funkcija napake (imenovana tudi funkcija Gaussove napake), ki jo pogosto označujemo z erf, je v matematiki kompleksna funkcija kompleksne spremenljivke, opredeljena kot:
{\displaystyle \mathrm {erf} (z)={\frac {2}{\sqrt {\pi }}}\int _{0}^{z}e^{t^{2}}dt\ .}
Ta integral je specialna (neelementarna) funkcija, ki se pogosto pojavlja v verjetnosti, statistiki in diferencialnih enačbah. V mnogih od teh uporab je argument funkcije realno število. Če je argument funkcije realen, je tudi vrednost funkcije realna.
V statistiki ima funkcija napake za nenegativne vrednosti x naslednjo razlago: za slučajno spremenljivko Y z normalno (Gaussovo) porazdelitvijo s povprečno vrednostjo 0 in varianco 1/2 je {\displaystyle erf(x)} verjetnost, da Y pade v obseg [-x, x]. 
Dve z njo tesno povezani funkciji sta: 
- komplementarna funkcija napake (erfc):

{\displaystyle \mathrm {erfc} (z)=1-\mathrm {erf} (z)\ ,}
- imaginarna funkcija napake (erfi):

{\displaystyle \mathrm {erfi} (z)=-\mathrm {i} \ \mathrm {erf} (\mathrm {i} z)\ ,}
kjer je i imaginarna enota.